# Course de six heures à la nage
La Course de six heures à la nage est un marathon nautique en eau libre s’arrogeant le statut de « Championnat du monde de grand fond ».
L’événement est l’épreuve de clôture du grand meeting annuel de natation organisé par le journal L'Auto à Joinville-le-Pont en 1907, 1910 et 1911.

## Historique

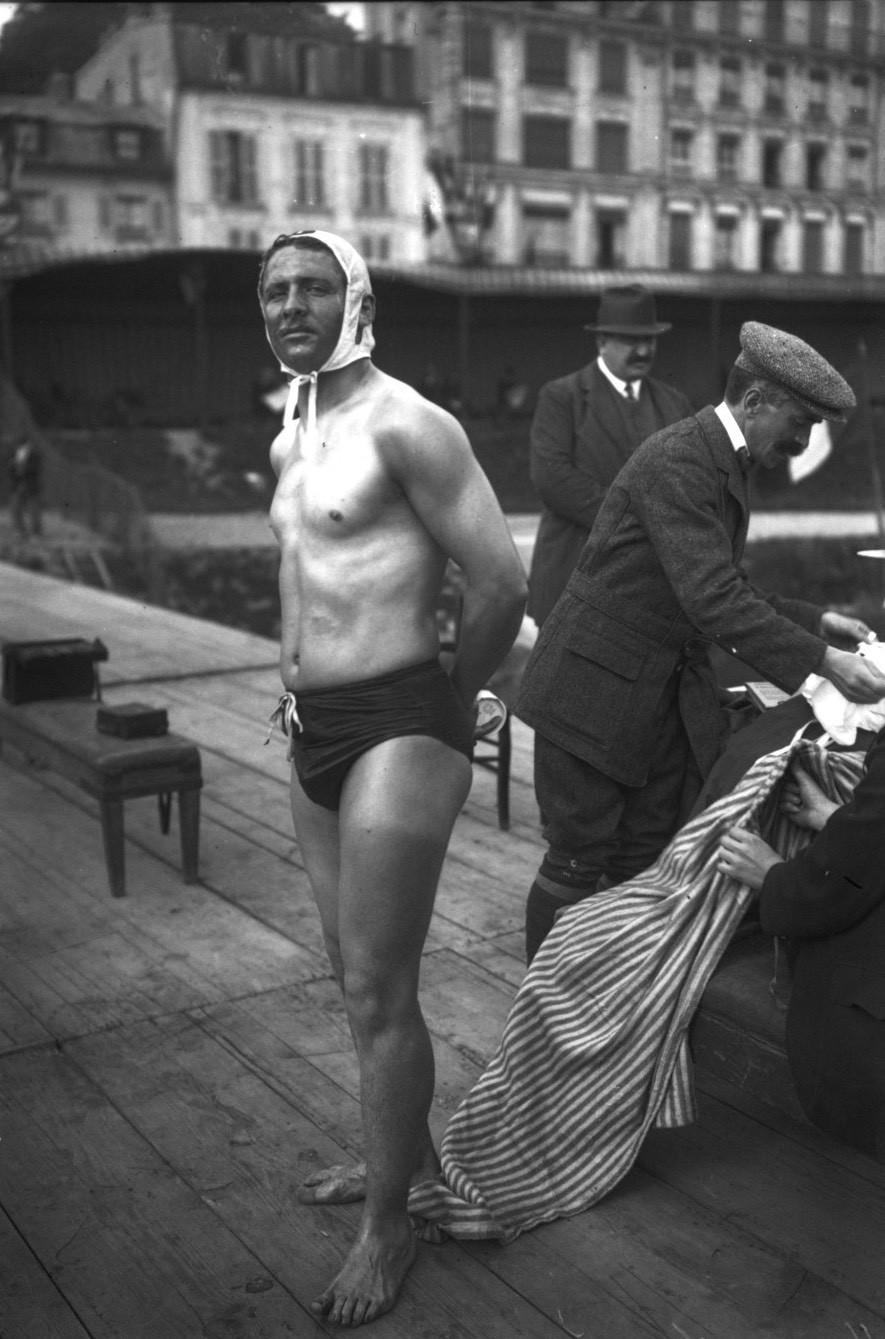
Charles Hanouet, vainqueur de la Course de six heures à la nage, le 11 septembre 1910 à Joinville-le-Pont.

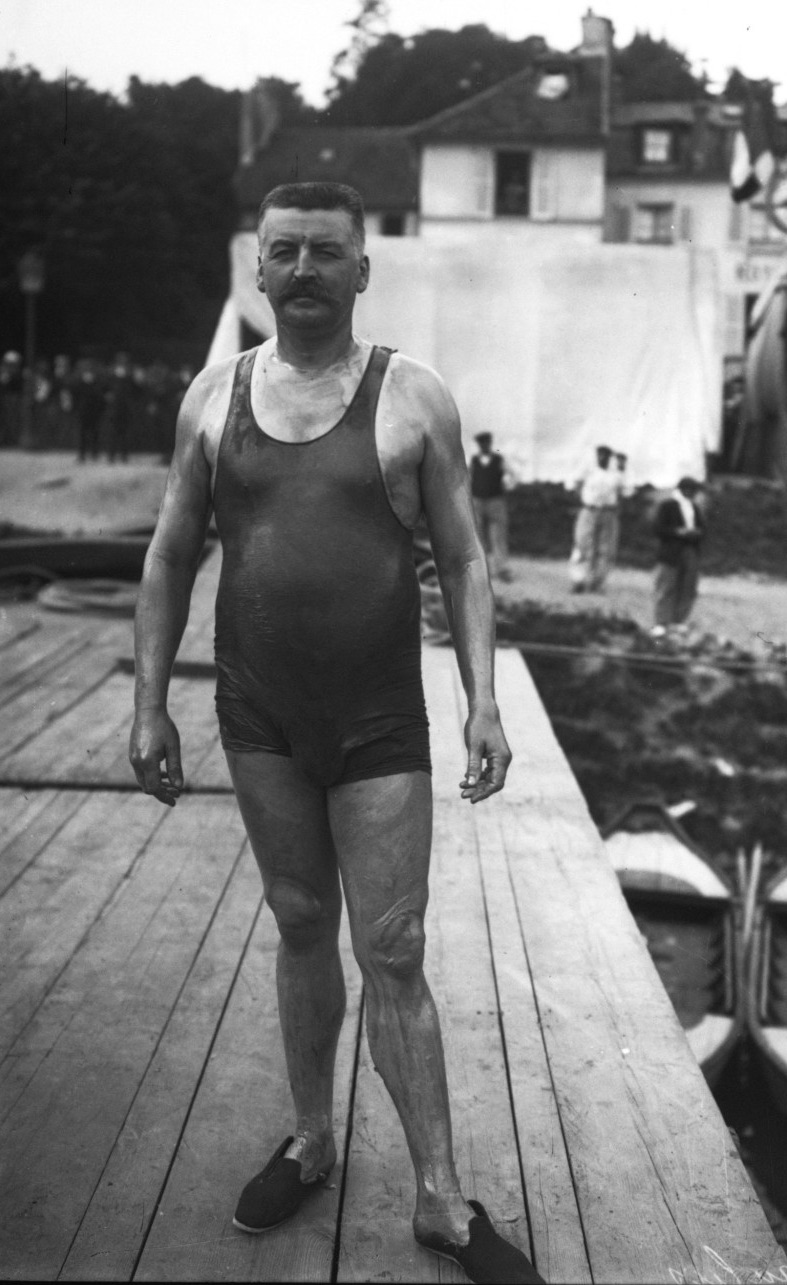
Émile Paulus avant le départ de la Course de six heures à la nage, le 11 septembre 1910 à Joinville-le-Pont.

Cette compétition de natation d’endurance est préfigurée en 1906 par une première version d'une durée de 24 heures. L'événement, qui est remporté par le champion britannique Bill Burgess, attira à Joinville-le-Pont une foule enthousiaste de 20 000 personnes. Son succès encouragea probablement le journal à rééditer l'opération, mais dans un format plus compact qui n'en fasse pas une pure course d'élimination (treize des quatorze participants des 24 heures ayant abandonné au fil de l'épreuve !).
Trois éditions seulement de la Course de six heures semblent s’être déroulées, en dépit de la grande affluence des spectateurs et du vif intérêt médiatique qu’elle a suscité,.
En effet, l'épreuve ne fait pas partie du programme des Championnats du monde de natation patronnés par L'Auto à Puteaux en août 1908, ni de celui du Meeting international de natation de L'Auto en août 1909.
Ensuite, un championnat de l’heure lui est substitué en août 1912 comme course principale de la deuxième journée du meeting annuel de L'Auto à Joinville, dans le cadre des Championnats de France de natation professionnels.
Douze ans plus tard en août 1924, le journal L'Auto relance une épreuve de très longue distance, le marathon nautique Corbeil-Paris, que viennent d'ailleurs disputer certains des anciens participants de la Course de six heures à la nage (Burgess, Paulus, Chrétien, Michel, Bébé Lavogade...).

## Déroulement
L’épreuve a lieu à la fin du mois d'août ou au début de septembre. Elle est organisée conformément aux règlements de la F.S.A.P.F. (Fédération des Sociétés Athlétiques Professionnelles de France) puis de l’Union Française de Natation.
La course s’effectue sur un circuit de 250 mètres en eau libre tracé sur la Marne dans le bassin naturel du pont de Joinville. 
L'ampleur de l’effort à accomplir a pour conséquence un taux d’attrition élevé. En 1907, 17 des 26 concurrents abandonnent avant la fin de l’épreuve. Seulement 7 des 16 partants finissent la course en 1910. Enfin, il y a 14 abandons sur 26 nageurs en 1911.
Des prix en espèces (dont le montant s’échelonne de 700 à 100 francs) sont versés aux cinq premiers sportifs classés.

## Palmarès
| Édition          | Nombre de partants | Vainqueur                           | Deuxième                                   | Troisième                              | Quatrième                                | Cinquième                     |
| ---------------- | ------------------ | ----------------------------------- | ------------------------------------------ | -------------------------------------- | ---------------------------------------- | ----------------------------- |
| 1906 (24 heures) | 14 nageurs         | Bill Burgess (44,600 km)            | Montague Holbein (31,560 km avant abandon) | Émile Paulus (30,130 km avant abandon) | Albert Bougoin (27,560 km avant abandon) | Mew (25,060 km avant abandon) |
| 1907             | 26 nageurs         | Émile Paulus (15,120 km)            | Albert Chrétien (14,660 km)                | Altieri (14,528 km)                    | Latimier (13,815 km)                     | Jabez Wolffe (13km)           |
| 1910             | 16 nageurs         | Charles Hanouet (14,985 km)         | Albert Chrétien (14,330 km)                | Maurice Lavogade (13,520 km)           | Bill Burgess (12,180 km)                 | Bébé Lavogade (12,175 km)     |
| 1911             | 16 nageurs         | David Sydney Billington (20,850 km) | Albert Chrétien (19,375 km)                | Georges Michel (18,875 km)             | Maurice Lavogade (16,500 km)             | Couvry (16,485 km)            |